# Rödhuvad dunrall
Rödhuvad dunrall (Sarothrura lugens) är en fågel i familjen dunrallar inom ordningen tran- och rallfåglar. Den förekommer i Afrika från Kamerun till Zimbabwe, framför allt i fuktiga gräsmarker. Arten har ett litet bestånd och anses vara sällsynt, men kategoriseras ändå som livskraftig.

## Utseende och läte
Rödhuvad dunrall är en liten ralliknande fågel. Hanen har rostfärgat huvud, vit strupe och svart kropp med vita streck. Honan är mörkbrun med fläckad undersida. Hanen skiljer sig från andra dunrallar genom sin vita strupe. Honan liknar flera andra arter, men är mörkare och har större fläckar undertill. Lätet består av en lång serie med ihåliga hoande ljud som långsamt snabbas upp.

## Utbredning och systematik
Rödhuvad dunrall förekommer i centrala och södra Afrika. Den delas in i två underarter med följande utbredning:
- Sarothrura lugens lugens – förekommer i träskmark från Kamerun till Demokratiska republiken Kongo och västra Tanzania
- Sarothrura lugens lynesi – förekommer från Angola till Zambia och Zimbabwe

### Familjetillhörighet
Tidigare placerades dunrallarna bland övriga rallar i familjen Rallidae, men DNA-studier visar att de är närmare släkt med simrallar och placeras därför i en egen familj. Vissa, som Birdlife International, behåller dock dunrallarna i rallarna.

## Levnadssätt
Rödhuvad dunrall hittas undervegetation i fuktiga gräs- och våtmarker, ibland även i skogsgläntor och skogsbryn. Arten är mycket skygg och sällsynt.

## Status
Arten tros minska i antal och beståndet är relativt litet, uppskattat till mellan 1 000 och 10 000 vuxna individer. Utbredningsområdet är dock stort. Internationella naturvårdsunionen IUCN kategoriserar arten som livskraftig.